# Aulacoporus affinis
Aulacoporus affinis är en mångfotingart som beskrevs av Karl Wilhelm Verhoeff 1924. Aulacoporus affinis ingår i släktet Aulacoporus och familjen orangeridubbelfotingar. Inga underarter finns listade i Catalogue of Life.